# Carex dusenii
Carex dusenii är en halvgräsart som beskrevs av Georg Kükenthal och Per Karl Hjalmar Dusén. Carex dusenii ingår i släktet starrar, och familjen halvgräs. Inga underarter finns listade i Catalogue of Life.